# União pessoal
Uma união pessoal corresponde à situação em que o chefe de Estado é comum a dois ou mais estados. A união pessoal é verdadeiramente uma associação de estados, pois estes permanecem independentes entre si, não existindo a instituição de um novo estado (não existe uma União, como sucede nas uniões reais).
A única ligação entre os estados reside na pessoa do chefe de Estado e não no órgão, ou seja o que é comum é o titular do órgão e não o próprio órgão, pois não existem órgãos comuns entre os estados, permanecendo cada um com as suas instituições, estrutura e legislação próprias. Os estados mantêm a sua plena capacidade jurídica internacional.
Da união pessoal distingue-se a união real, na qual os estados abdicam da sua independência para formar um novo estado, a "União", a qual traduz um estado composto (e não uma associação de estados como se passa na união pessoal).
Geralmente as uniões pessoais são monarquias, mas nada obsta à existência de uma união pessoal em regime republicano. Existe ainda a possibilidade da união real em regime misto como é o caso da união pessoal entre a França e Andorra (em que o Presidente da República Francesa é por inerência co-príncipe de Andorra, sendo simultaneamente chefe de Estado dos dois países, em que um é uma república e o outro uma monarquia).

## Definição
A União pessoal sendo a combinação de dois ou mais estados que têm a mesmo monarca enquanto seus limites, leis, e interesses permanecem distintos. difere uma federação em que cada Estado constituinte tem um governo independente, Considerando que um estado federal é unido por um governo central. O governante em uma união pessoal não precisa ser um monarca hereditário.
Uniões pessoais podem surgir por vários motivos, que variam de coincidência (uma mulher que já é casada com um rei torna-se rainha reinante, e seu filho herda a coroa de ambos os países) para virtual anexação (onde uma união pessoal às vezes foi vista como um meio de evitar revoltas). Eles também podem ser codificados (ou seja, as constituições dos estados claramente expressam que eles devem compartilhar a mesma pessoa como chefe de Estado) ou não-codificados, caso em que eles podem facilmente ser quebrados (por exemplo, com a morte do monarca quando os dois estados têm diferente sucessão).
Nos Reinos da Comunidade de Nações, não abordados na lista de uniões pessoais, são contemporâneos Estados independentes que compartilham a mesma pessoa como monarca.

## Aiutaia
Em 1378 Sucotai foi invadido por Aiutaia e tornou-se um vassalo de Aiutaia. Depois rei Borommapan morreu em 1438 com nenhum herdeiro legal, trono deste reino foi reclamado por Trailokkanat. Em 1448 Trailokkanat foi coroado em Aiutaia, e estes dois países tornaram-se governado pelo mesma monarca. Em termos de governo, esses dois países ainda mantiveram separado os governos e a sede do poder em Phitsanulok em Trailokkanat época teve uma relação estreita com o governo em Aiutaia. Depois que Trailokkanat morreu em 1488, o governo apoiado em Aiutaia e nomeado membro Sucotai com uma estreita relação de Aiutaia.
Depois de Sucotai foi invadida por Reino de Taungû e tornou-se um vassalo de Tuangû, em 1563, rei Bayinnaung nomeado Khun Phiren Thorathep como um rei fantoche. Em 1569, Aiutaia caiu em Taungû. Khun Phiren Thorathep foi forçado a governar em Aiutaia como rei Maha Thammarachathirat e príncipe de coroa Naresuan governado Sucotai. Depois de Bayinnaung morreu, o rei Nanda Bayin do Rei de Sucotai e invadiu novamente na batalha do Rio Sitiarão em 1583. Após a batalha, rei Naresuan forçosamente realocou as pessoas integrando-os ao Reino de Aiutaia.

## Boêmia
- União pessoal com a Polônia 1003-1004 (Boêmia ocupada pelos poloneses)
- União pessoal com Polônia 1300-1306 e Hungria 1301-1305 (Venceslau II e Venceslau III)
- União pessoal com Luxemburgo, 1313 – 1378 e 1383-1388
- União pessoal com a Hungria 1419 – 1439 (Sigismundo de Luxemburgo e seu genro) e 1490 – 1526 (Dinastia Jaguelônica)
- União pessoal com Áustria e Hungria 1526-1918 (exceto anos 1619-1620)

## Brandemburgo
- União pessoal com Ducado da Prússia de 1618, quando Alberto Frederico, Duque da Prússia, morreu sem herdeiros masculinos e seu genro João Segismundo, Eleitor de Brandemburgo, tornou-se governante de ambos os países. Brandemburgo e Prússia mantiveram separados governos e lugares de poder em Berlim e Königsberg respectivamente até 1701, quando Frederico I consolidou-os em um governo.

## Brasil
- União pessoal com Portugal, sob a Pedro I do Brasil (Pedro IV de Portugal), de 10 de março a 28 de maio de 1826. Pedro era o Príncipe Real de Portugal, Brasil e Algarves quando declarou a independência do Brasil em 1822, tornando-se seu primeiro Imperador. Quando morreu seu pai (dom João VI de Portugal), Pedro também tornou-se Rei de Portugal, mas abdicou do trono português 79 dias depois a favor de sua filha mais velha, a princesa Maria da Glória.

## China:Shenyang
- União pessoal com um reino coreano de Goryeo 1308 – 1313 (rei Chungseon)
- Como o rei de Goryeo (高麗國王) e rei de Shenyang (瀋陽王) em 1308-1310
- Como o rei de Goryeo e rei de Shen (瀋王) em 1310-1313

Para obter mais informações, consulte #Goryeo abaixo.

## Coreia: Goryeo
- União pessoal com Shenyang e a Mongólia com a dinastia Yuan da China 1308 – 1313 (rei Chungseon)
- * Como o rei de Goryeo (高麗國王) e rei de Shenyang (瀋陽王) em 1308-1310
- * Como o rei de Goryeo e rei de Shen (瀋王) em 1310-1313

O rei Chungseon reinou como rei de Goryeo em 1298 e 1308 – 1313 e rei de Shenyang ou Shen em 1307 (de acordo com a história do Yuan) ou 1308 (de acordo com o ' Goryeosa ') –1316. Naquela época, Goryeo se tornou um vassalo do Yuan e a Família Imperial de Yuan e a Família Real de Goryeo tinham relação por casamentos de conveniência. Porque ele era um homem muito poderoso durante a Época do imperador Wuzong, ele pode se tornar o rei de Shenyang, onde muitas pessoas coreano viveram na China. No entanto, ele perdeu seu poder do Tribunal de Yuan depois da morte de Wuzong, ele não poderia reinar como reis de Goryeo e Shen por mais tempo. Porque dinastia Yuan fez Chungseon abdicar o rei de Goryeo em 1313, união pessoal foi encerrada. Rei Chungsuk, o filho mais velho do Chungseon, tornou-se o novo rei de Goryeo. Em 1316, dinastia Yuan fez também Chungseon abdicar do rei de Shen e Wang Go, um dos seus sobrinhos, se tornou o novo rei.

## Coroa de Aragão
Em 1162 Alfonso II de Aragão foi a primeira pessoa a suportar ambos os títulos de Rei de Aragão e Conde de Barcelona, governando o que mais tarde foi chamado a Coroa de Aragão. Jaime I de Aragão mais tarde criou e adicionou ao Reino de Maiorca e o Reino de Valência para a Coroa. Mais tarde, Carlos de Ghent — Carlos I de Espanha, Carlos V do Sacro Império Romano-Germânico — juntaria Aragão e Castela em uma união pessoal que se tornaria a Espanha.

## Croácia (disputada)

### Teoria da União pessoal
Segundo uma teoria, o Reino da Croácia  TO alegado documento da União pessoal, a chamada Pacta Conventa, é mais provável que uma falsificação de séculos mais tarde.
Na união com a Hungria, as instituições de um Estado croata independente foram mantidos através do Sabor (uma assembleia de nobres croatas) e da proibição de ter um vice-rei. Além disso, os nobres croatas mantiveram as suas terras e títulos. Colomano manteve a instituição do Sabor e aliviou os croatas de impostos em suas terras. sucessores de Coloman continuaram a coroar-se como Reis da Croácia separadamente em Biograd na Moru até o tempo de Bela IV. No século XIV um novo termo surgiu para descrever a coleção de jure Estados independentes sob a regra do Rei húngaro:. Archiregnum Hungaricum (Terras da Coroa de Santo Estêvão) 
Argumenta-se que a Hungria medieval e Croácia foram (em termos de direito internacional público) aliados por meio da união pessoal até que o Batalha de Mohács em 1526. Em 1 de janeiro de 1527, os nobres croatas na Cetin eleito por unanimidade Fernando, arquiduque da Áustria, como seu rei, e confirmou a sucessão para ele e seus herdeiros  No entanto, oficialmente a Estado húngaro-croata existiu até o início do século XX e do Tratado de Trianon.

### Teoria de ocupação húngaro
De acordo com outra teoria, Croácia foi subjugada e incorporada à Hungria. O alegado documento da União pessoal, o chamado Pacto Conventa, provavelmente é uma falsificação de séculos mais tarde.
Matjaž Klemenčič e Mitja Žagar afirmam que a Pacta Conventa, o alegado documento sob quais croatas tornaram-se vassalos dos húngaros, nunca existiu, mas a história sobre ele era importante para a posição croata, no Império dos Habsburgos durante os séculos XVIII e XIX, quando os croatas reivindicaram seu direito a um Estado com base neste acordo. Embora a Croácia deixasse de existir como um Estado independente, quando Coloman, rei da Hungria derrotou o último rei croata, a nobreza croata manteve alguns poderes. < nome ref = ABC / >
De acordo com a divisão de pesquisa da Biblioteca do Congresso, os croatas desejaram ter seu próprio reino medieval por vários séculos antes de um longo período de domínio húngaro de 1102-1918, mas muitos croatas viviam sob reis da Hungria até 1526 e sob os monarcas Habsburgos depois disso. Os croatas da Bósnia e Herzegovina e na Eslavónia viveram sob o domínio otomano por centenas de anos, e os croatas da Dalmácia passaram da Hungria para Veneza e para os habsburgos. Com a ajuda de clérigos da Igreja Católica, os croatas mantiveram uma forte memória coletiva de seu antigo Estado apesar de seus séculos de dominação estrangeira.

### Análise conclusiva
A real natureza da relação é inexplicável em termos modernos, pois variava de tempos em tempos. Às vezes a Croácia agiu como um agente independente e em outras vezes como um vassalo da Hungria. no entanto, a Croácia manteve um elevado grau de independência interna. o grau de autonomia croata oscilou ao longo dos séculos, assim como as suas fronteiras. Hoje, historiadores jurídicos húngaros asseguraram que a relação da Hungria, com a Croácia e da Dalmácia no período até 1526 e a morte de Luís II era mais semelhante a uma união pessoal, assemelhando-se a relação da Escócia e da Inglaterra.

## Dinamarca
- Sueno Barba Bifurcada governou a Dinamarca e a Inglaterra de 1013 a 1014. Ele também governou Noruega de 999 a 1014.
- Canuto, o Grande governou a Dinamarca e a Inglaterra de 1018 a 1035. Ele também governou a Noruega 1028 a 1035.
- II governou a Dinamarca e a Inglaterra de 1040 a 1042.
- União pessoal com a Noruega 1042 – 1047 sob o rei norueguês Magno, o Bom.
- União pessoal com a Noruega de 1380 à 1814 (o norueguês Riksråd foi abolido em 1536).
- União de Calmar com a Noruega e a Suécia de 1389/97 a 1521/23 (às vezes extinto).
- Os reis da Dinamarca, ao mesmo tempo foram duques de Eslésvico e Holsácia de 1460-1864 (Holsácia, sendo parte do Sacro Império Romano-Germânico, agora parte da Alemanha).
- União pessoal com Islândia 1918-1944 quando a Islândia se tornou uma República.

## Espanha
- União pessoal das coroas que mais tarde formariam a Espanha (Coroa de Castela e a Coroa de Aragão) com o casamento da rainha Isabel I de Castela e o rei Fernando II de Aragão, conhecido como monarcas católicos. Sua filha Joana de Castela foi julgada mentalmente instável e Carlos tornou-se rei de Castela e após a morte de seu avô Fernando II, rei de Aragão e, sendo posteriormente, Imperador Romano-Germânico) tornou-se a cabeça do Sacro Império Romano-Germânico, de 1519 a 1556. Castela e Aragão mantiveram-se unidas de 1556-1707, depois do qual foram formalmente unificados como Espanha.
- O Reino de Navarra, também em união pessoal com o trono aragonês desde 1511, manteria seu sistema jurídico e político separado até o século XIX.

Durante ao tempo dos Habsburgos (até 1700, com a morte de Carlos II sem descendência), os reinos espanhóis foram também em união pessoal com os reinos de Nápoles, Sicília, Sardenha e o Ducado de Milão, na Itália, bem como Países Baixos espanhóis e outros territórios da Casa de Borgonha em França e Países Baixos.
- Felipe II da Espanha foi rei de Inglaterra (com Maria I) de 1554 a 1558
- União Ibérica de todos os reinos em Península Ibérica, incluindo Portugal, de 1580 a 1640, sob Felipe II (também conhecido como Felipe I de Portugal), seu filho e neto. A bem sucedida revolta de Portugal em 1640 contra a Espanha estabeleceu a Casa de Bragança no trono de Portugal.

## Estado livre do Congo para a Bélgica
- União pessoal com a Bélgica de 1885 a 1908, quando o Estado Livre do Congo tornou-se uma colônia belga. O único soberano durante este período foi Leopoldo II, que continuou como Rei da Bélgica até à sua morte um ano depois, em 1909.

## Finlândia
- O status do Grão-Ducado da Finlândia, governou de 1809 a 1917 por czar da Rússia como o grão-duque da Finlândia, se assemelhava a uma união pessoal em alguns aspectos e é por vezes descrito como tal pelos finlandeses. Em conformidade com o Tratado de Hamina, a Finlândia foi legalmente uma parte do Império Russo que foi concedida autónomia no consentimento tácito do czar; o estatuto de autonomia foi temporariamente revogado mais tarde. Por 1860, com o relançamento da dieta dos estados, os finlandeses começaram a considerar Finlândia uma Monarquia Constitucional em União real com a Rússia. Por um tempo, Finlândia na verdade foi autorizada a agir como se fosse um Estado separado. Como resultado, a codificação da autonomia finlandesa e a subordinação a órgãos governamentais russas de 1899 em diante não foi reconhecida pelos finlandeses e foi condenada como inconstitucional.

## França
- União pessoal com o Ducado da Borgonha de 1361, quando João II de França sucedeu ao Ducado, até 1363, quando ele passou para seu filho, Fellipe, o Audaz.
- União pessoal com o Ducado da Bretanha desde 1491, quando Duquesa Ana de Bretanha casou-se com o rei Carlos VIII da França sob coação, 1532 quando o Ducado da Bretanha foi formalmente anexado ao Reino da França.
- União pessoal com o Reino de Navarra de 1589 de 1620, quando Navarra foi formalmente integrada à França.
- União pessoal parcial com Andorra desde 1607 (o Chefe de Estado francês é um dos chefes de Estado de Andorra)

Nota: O ponto em questão na guerra da sucessão espanhola foi o medo que a sucessão ao trono espanhol ditada pela lei espanhola, que se incumbem em Luís, ' le Grand Dauphin ' — já herdeiro ao trono de França — criaria uma união pessoal que iria perturbar a balance internacional do poder europeu (França tinha a força militar mais poderosa da Europa no momento e Espanha o maior império).

## Hanôver
- União pessoal com Grã-Bretanha e Irlanda de 1714 a 1801
- União pessoal com o Reino Unido de 1801 a 1837, quando diferentes leis de sucessão resultaram que Vitória ascendesse ao trono britânico e o tio dela Ernesto Augusto ao trono do Reino de Hanôver.

## Hungria
- União pessoal com Croácia ( disputado)
- União pessoal com a Polônia e a Boêmia 1301-1305.
- União pessoal com a Polônia de 1370 1382 sob o reinado de Luís, o Grande. Este período na história polonesa é às vezes conhecido como aPolônia Andegawen. Luís herdou o trono polonês de seu tio materno Casimiro III. Após a morte de Luís, os nobres poloneses (szlachta) decidiram acabar com a união pessoal, dado que eles não queriam ser governados pela Hungria e escolheram a filha mais nova de Louis Jadwiga como sua nova governante, enquanto a Hungria foi herdada pela sua filha mais velha Maria. União pessoal com a Polônia, pela segunda vez de 1440 a 1444.
- União pessoal com Boêmia de 1419 de 1439 e de 1490 a 1918.
- União pessoal com o Sacro Império Romano-Germânico de 1410 para 1439 e de 1526 a 1806 (exceto 1608-1612 e 1740-1780).
- Verdadeira união com a Áustria, de 1867 a 1918 (a monarquia dual Austro-Húngara), sob os reinados de Francisco José I da Áustria e Carlos IV.

## Lituânia
- União pessoal com a Coroa do Reino da Polônia de 1386 a 1401, depois de 1447 de 1569 (com uma pausa em 1492-1501) - União Polaco-Lituana. Em 1569, transformado em uma Federação chamada Comunidade Polaco-Lituana.

## Luxemburgo
- União pessoal com Boêmia, 1313 – 1378 e 1383-1388.
- União pessoal com os Países Baixos de 1815 a 1890, quando o rei Guilherme III morreu deixando apenas uma filha, Guilhermina. Luxemburgo , onde vigorava a lei sálica, não foi herdado por Guilhermina, mas sim por um primo distante, Adolfo, que ascendeu ao trono do Grão-Ducado, terminando a união pessoal.

## Navarra
- União pessoal com a França de 1589 a 1620 devido à adesão de Henrique IV, após qual Navarra foi formalmente integrada na França.

## Noruega
- Sueno Barba Bifurcada governou a Noruega e a Dinamarca de 999 a 1014. Ele também governou a Inglaterra de 1013 a 1014.
- Canuto, o Grande governou a Inglaterra e a Dinamarca de 1018 a 1035. Ele também governou Noruega de 1028 a 1035.
- União pessoal com Dinamarca 1042 – 1047 Magno I da Noruega, que morreu de circunstâncias pouco claras.
- União pessoal com a Suécia de 1319 a 1343.
- União pessoal com a Dinamarca de 1380-1814; (o Riksråd norueguês foi abolido em 1536).
- União de Calmar com a Dinamarca e a Suécia de 1389/97 para 1521/23 (às vezes extinto).
- União pessoal com a Suécia de 1814 (quando a Noruega declarou a independência da Dinamarca e foi forçado união com a Suécia) de 1905.

## Países Baixos
- União pessoal com Luxemburgo de 1815 a 1890.

## Polônia
- União pessoal com o Reino da Boêmia 1300 de 1306.
- União pessoal com Reino da Hungria de 1301 1305, 1370 a 1382 e 1440 de 1444 (veja Hungria seção acima).
- União pessoal com o Grão-Ducado da Lituânia de 1386 de 1401, 1447 de 1492 e 1501 de 1569.
- União pessoal com o Eleitorado da Saxônia de 1697 a 1706 e 1709 para 1733 1734 de 1763.
- União pessoal com Império Russo de 1815 em 1831.

## Portugal
- União pessoal com o Reino do Algarve - desde a sua conquista definitiva, em 1249, os reis de Portugal passaram a intitular-se Reis de Portugal e do Algarve;
- União Ibérica com Espanha de 1580 a 1640, sob Filipe II (também conhecido como Filipe I de Portugal), seu filho e neto.
- União pessoal com o Brasil, sob a Pedro I do Brasil (Pedro IV de Portugal), de 10 de março de 1826 a 28 de maio de 1826. Pedro era o Príncipe Real do Reino Unido de Portugal, Brasil e Algarves quando declarou a Independência do Brasil em 1822, tornando-se seu primeiro Imperador. Quando seu pai morreu (Dom João VI de Portugal), Pedro tornou-se também Rei de Portugal por apenas algumas semanas, após o qual ele abdicou do trono português em favor de sua filha mais velha, a Princesa Maria da Glória.

## Reino Unido

### Reino da Escócia
- O Reino da Escócia esteve em união pessoal com o Reino da França no período de 10 de julho de 1559 — 5 de dezembro de 1560 durante o reinado de Francisco II da França, que era casada com Maria I, rainha dos Escoceses.
- Escócia esteve em União Pessoal com a Inglaterra e o Reino da Irlanda de 1603 até 1707, quando James VI, Rei da Escócia, sucedeu ao trono da Inglaterra e Irlanda como Rei James I. O Reino da Escócia e a Inglaterra entraram em união política em 1707, para formar um unificado Reino da Grã-Bretanha. O Reino da Grã-Bretanha e o Reino da Irlanda entraram em uma união política em 1801 para formar o Reino Unido da Grã-Bretanha e Irlanda.

### Reino da Inglaterra
- Sueno I governou a Dinamarca de 986 a 1014. Ele também governou a Noruega de 986-995 e 999-1014 e a Inglaterra durante 1013-1014.
- Canuto, o Grande foi Rei da Inglaterra entre 1016 e 1035, da Dinamarca de 1018 a 1035 e da Noruega de 1028 a 1035.
- Canuto III da Dinamarca governou a Dinamarca de 1035 a 1042 e a Inglaterra de 1040 a 1042.
- Guilherme, o Conquistador governou a Inglaterra e a Normandia entre 1066 e 1087.
- Henrique II da Inglaterra e seu sucessores Ricardo I e João Sem Terra governaram a Inglaterra e vários feudos na França ("império angevino") no período de 1154-1214.
- Os reis plantagenetas da Inglaterra governaram a Aquitânia de 1154 a 1453.
- Henrique VI de Inglaterra (Rei 1422-1461) também reinou na França de 1422 a 1453 como Henrique II. (O brasão real de armas da Grã-Bretanha continuou a incluir a Flor-de-lis francesa por quase 350 anos, até 1800).
- Henrique VIII de Inglaterra, Rei da Irlanda, anteriormente Lorde da Senhoria Papal da Irlanda (nomeado pelo Papa), trazendo o Reino da Irlanda em uma união pessoal primeiro com a Inglaterra, em 1542, e de 1707-1800 com o Reino Unido.
- Felipe II da Espanha foi simultaneamente Rei da Inglaterra com Maria I (isso é às vezes contestado) de 1554 a 1558, período durante o qual ele também foi Rei de Nápoles (a partir de 1554) e Rei da Espanha (a partir de 1556).
- União Pessoal com o Reino da Escócia por James Stuart, (James VI, rei dos escoceses e rei James I da Inglaterra), de 1603 a 1707.
- William III de Inglaterra também foi Stadtholder da Holanda e governante hereditário do Nassau na Alemanha e no Principado de Orange na França.

### Grã-Bretanha
- O Reino da Inglaterra e o Reino da Escócia entraram em uma União Política em 1707, para formar o unificado Reino Unido.
- União Pessoal com a Irlanda desde o seu início em 1707 até entrar em uma União política com a Irlanda em 1801.
- União Pessoal com Hanôver na adesão de George I em 1714, ao 1800, em 1801, quando a Grã-Bretanha se tornou o Reino Unido da Grã-Bretanha e Irlanda (e daí em diante até 1837).

### Reino Unido
- O Reino da Irlanda entrou em União Política com o Reino Unido em 1801 para formar o Reino Unido da Grã-Bretanha e Irlanda. Ao mesmo tempo, a nominal reivindicação inglesa ao trono de França foi finalmente abandonada em 1800, após a abolição da monarquia francesa.
- União Pessoal com o Reino de Hanôver de 1801 a 1837, quando diferentes leis de sucessão resultaram que a rainha Vitória ascendeu ao trono britânico e o tio dela Ernesto Augusto ao trono de Hanôver.
- União pessoal com o Estado Livre Irlandês (de jure), de 1922 a 1949; Índia, de 1947 a 1950; Paquistão, de 1947 a 1956; e Ceilão, de 1948 a 1972.

## Romênia
- União pessoal entre Valáquia e Transilvânia de 1599-1600 sob o governo de Miguel, o Valente
- União pessoal entre Valáquia, Moldávia e Transilvânia de 1600 para 1601 sob o governo de Miguel, o Valente
- União pessoal entre Valáquia e Moldávia de 1859 a 1862, sob o governo de Alexandre João I

## Sacro Império Romano-Germânico
- União pessoal com a Espanha de 1519 a 1556 sob Carlos I.
- União pessoal com a Hungria de 1410 a 1439, 1526 de 1608, 1612 a 1740 e 1780 a 1806.

## Saxe-Weimar e Saxe-Eisenach
- Os ducados de Saxe-Weimar e Saxe-Eisenach estavam em união pessoal desde 1741, quando a casa governante de Saxe-Eisenach se extinguiu, em 1809, eles foram fundidos em único Ducado de Saxe-Weimar-Eisenach.

## Schleswig e Holstein
Ducados com regras peculiares para a successão. Veja a Questão de Schleswig-Holstein
- Os Reis da Dinamarca, ao mesmo tempo sendo duques de Schleswig e de Holstein 1460-1864. (Holstein, sendo parte do Sacro Império Romano-Germânico, enquanto o Schleswig era parte da Dinamarca). A situação era complicada pelo fato de que, por algum tempo, os ducados foram divididos entre os ramos colaterais da Casa de Oldenburgo (Casa que governava a Dinamarca, Schleswig e Holstein). Além do "principal" Ducado de Schleswig-Holstein-Glückstadt, governado pelo rei da Dinamarca, havia estados abrangendo o território dos dois ducados. Notavelmente, os duques de Schleswig-Holstein-Gottorp eram subordinados aos duques de Schleswig-Holstein-Beck, Schleswig-Holstein-Sonderburg-Augustenburg e Schleswig-Holstein-Sonderburg-Glücksburg.

## Schwarzburg-Rudolstadt e Schwarzburg-Sondershausen
- Os ducados de Schwarzburg-Rudolstadt e Schwarzburg-Sondershausen estavam em união pessoal de 1909, quando Príncipe Günther de Schwarzburg-Rudolstadt também sucedeu no trono de Schwarzburg-Sondershausen, até 1918, quando ele (e todos os outros governantes das monarquias alemã) abdicaram.

## Suécia
- União pessoal com Noruega, de 1319 a 1343
- União de Kalmar com Dinamarca e Noruega de 1389/97 para 1521/23 (às vezes extinto).
- União pessoal com a coroa do Reino da Polônia de 1592 a 1599
- União pessoal na Noruega de 1814 a 1905